# Кармір-Астх
Кармір-Астх (рос. Кармир-Астх) — хутір Майкопського району Адигеї Росії. Входить до складу Кужорського сільського поселення.
Населення — 26 осіб (2015 рік).